# 黒岩悠
黒岩 悠（くろいわ ゆう、1983年10月26日 - ）は、JRA・栗東トレーニングセンターに所属している騎手。高知県出身。

## 来歴
父に高知競馬場へ連れて行ってもらったのを機に競馬に興味を持ち、中学の頃に騎手を目指した。
競馬学校18期生で、同期には田辺裕信、五十嵐雄祐、柴原央明、高野容輔、南井大志らがいる。2002年に栗東・吉岡八郎厩舎からデビュー。本来は同じ高知出身の福永甲厩舎に入る予定だったが行き違いがあり、同期の高野容輔が福永厩舎に入ったという。
1年目より平地競走のほか、障害競走にも騎乗。2年目の2003年には自己最高となる17勝をマークし、平地・障害双方の重賞競走への初騎乗も記録。この年ナムラエキスプレスにて障害初勝利を達成、同馬で小倉サマージャンプに参戦し3着という結果を残している。
2004年1月25日の京都競馬第5競走の障害戦で落馬し骨盤骨折の大怪我を負い、半年間の長期休養を余儀なくされた。
見習騎手から外れる2005年以降、平地での騎乗機会は減少するも障害競走へと活躍の場を移し、デビュー7年目となる2008年にはドールリヴィエールに騎乗し三木ホースランドジャンプステークスを制し初の特別競走勝ちを記録、翌2009年には同馬にてJ・GI初騎乗も果たしている。
2009、10年は未勝利に終わり引退も考えたが、清水久詞調教師から声をかけられ調教を任されるようになり、その中の1頭トウケイヘイローが重賞4勝を挙げた。その後も清水厩舎で調教を任され、デビュー当初から調教に携わったキタサンブラックがGI7勝、獲得賞金歴代1位の記録を作り、主戦の武豊からも「彼に任せておけば問題ない」と信頼を寄せられた。ラストランとなった有馬記念のレース終了後に行われたキタサンブラックのお別れセレモニーにも登壇し、武豊から「黒岩君の指示通り乗って勝てました」というコメントを送られた。
2021年5月22日には新潟で障害競走2鞍に騎乗し、1Rでは12番人気サトノファイターで勝利、4Rでは清水久詞厩舎の5番人気ホッコーメヴィウスで勝利し、デビュー2年目以来となる1日2勝を記録した。ホッコーメヴィウスとのコンビで挑んだ同年の東京ジャンプステークスでは最後の直線で伸び一時先頭に立ったが、ゴール寸前でスマートアペックスにハナ差かわされ2着となり重賞初制覇を逃した。レース後、「悔しいです。ここまで行ったら勝ち切りたかったです」とコメントした。
その後も重賞で2着や3着が続いていたが、2022年7月30日、新潟ジャンプステークスをホッコーメヴィウスで勝利しデビュー21年目で重賞初制覇を果たした。ゴールの瞬間ガッツポーズはなかったが、「ちょっと拳を握りました（笑）。そんな派手に喜べるような成績の騎手ではないので。」と語っている。次戦の阪神ジャンプステークスでは単勝1.4倍の1番人気に支持され重賞連勝を飾った。さらに同馬で京都ジャンプステークスも制するなど、この年障害重賞3勝を挙げ、障害競走騎乗開始後障害戦でキャリアハイとなる9勝を挙げた。
2023年4月15日、中山グランドジャンプではイロゴトシに騎乗し単勝6番人気ながら、2着のミッキーメテオに3.1秒の大差を付ける圧勝劇で、人馬とも初GI（J・GI）競走初制覇を果たした。
2024年4月13日、昨年に引き続きイロゴトシとのコンビにて中山グランドジャンプを連覇する。

## エピソード
- 吉岡八郎と兄弟弟子の坂口正則厩舎に短期間所属していた時期もあり、坂口厩舎のエイシンヒカリの調教も担当していた。気性面で難しいところがあり、緊張したのはキタサンブラックよりもエイシンヒカリだったという[11]。
- 趣味は麻雀で、片山まさゆき主催の麻雀大会「GPC関西著名人リーグ」に参戦し、2015年に総合成績2位になったことがある[12]。2021年にはMリーグのU-NEXT Piratesのユニフォームを着用した姿でスポーツ報知の取材を受けている[13]。2022年には魚谷侑未から贈られたサイン入りのセガサミーフェニックスのユニフォームを着用しインタビューを受けている[14][9]。
- 後輩である藤岡康太について、合同葬後の自身のSNSにて「本人はどうか知りませんが、僕の中では康太はこの世界で唯一と言ってもいい、何も気にしないで話せる気の置けない存在でした。」「先日のレースも直線に入ってから、間違いなくあいつの声が聞こえました。」と2024年の中山グランドジャンプの連覇は康太の後押しがあったからだと記している。
- 中山GJ2連覇達成時に、 ２番人気イロゴトシに騎乗し、ゴール前に「康太っ！康太勝ったぞ！！」と絶叫した。 お立ち台で自身の勝利を喜んだあと、「個人的なことですが」と断り、「ご存じの方も多いかと思いますが、先日、藤岡康太騎手がこの世を去りました。すごいいいヤツで、本当に今でも心がグラグラして考えられないんですけど」と率直な気持ちを吐露。声を詰まらせながら「彼は半ばでもう馬に乗ることはないんですけども、これまで全力で命がけで来て、これからは空の上でずっと僕たちの応援をしてくれると思うんで、競馬ファンの皆さん、ひと言でいいので康太にお疲れさまと言ってやってください。お願いします」と結んだ[15]。

## 主な騎乗馬
太字はGI級競走を示す
- ホッコーメヴィウス（2022年新潟ジャンプステークス、阪神ジャンプステークス、京都ジャンプステークス）[16]
- イロゴトシ（2023年・2024年中山グランドジャンプ）[17]
- ナムラエキスプレス（2003年小倉サマージャンプ3着）
- ドールリヴィエール（2008年三木ホースランドパークジャンプステークス）
- エーシンイグアス（2013年秋陽ジャンプステークス）

## 騎乗成績
|       |            | 日付          | 競馬場・開催  | 競走名                 | 馬名               | 頭数 | 人気 | 着順 |
| ----- | ---------- | ------------- | ------------- | ---------------------- | ------------------ | ---- | ---- | ---- |
| 平 地 | 初騎乗     | 2002年3月2日  | 1回中京1日3R  | 3歳未勝利              | キシュウミカン     | 16頭 | 9    | 15着 |
| 平 地 | 初勝利     | 2002年7月14日 | 2回小倉2日1R  | 3歳未勝利              | マヤノフォーティ   | 15頭 | 5    | 1着  |
| 平 地 | 重賞初騎乗 | 2003年2月9日  | 2回京都4日11R | シルクロードステークス | キシュウファンタジ | 14頭 | 12   | 11着 |
| 障 害 | 初騎乗     | 2002年7月20日 | 2回小倉3日5R  | 障害3歳上未勝利        | マリアエレナ       | 12頭 | 10   | 12着 |
| 障 害 | 初勝利     | 2003年3月29日 | 2回阪神1日5R  | 障害4歳上未勝利        | ナムラエキスプレス | 14頭 | 2    | 1着  |
| 障 害 | 重賞初騎乗 | 2003年5月17日 | 3回京都7日9R  | 京都ジャンプステークス | アグネスストーム   | 14頭 | 11   | 7着  |
| 障 害 | 重賞初勝利 | 2022年7月30日 | 2回新潟1日8R  | 新潟ジャンプステークス | ホッコーメヴィウス | 14頭 | 3    | 1着  |
| 障 害 | JGI初騎乗  | 2009年4月18日 | 3回中山7日11R | 中山グランドジャンプ   | ドールリヴィエール | 15頭 | 9    | 5着  |
| 障 害 | JGI初勝利  | 2023年4月15日 | 3回中山7日11R | 中山グランドジャンプ   | イロゴトシ         | 10頭 | 6    | 1着  |

| 年度   | 平地競走 | 平地競走 | 平地競走 | 平地競走 | 平地競走 | 平地競走 | 平地競走 | 障害競走 | 障害競走 | 障害競走 | 障害競走 | 障害競走 | 障害競走 | 障害競走 |
| 年度   | 1着      | 2着      | 3着      | 騎乗数   | 勝率     | 連対率   | 複勝率   | 1着      | 2着      | 3着      | 騎乗数   | 勝率     | 連対率   | 複勝率   |
| ------ | -------- | -------- | -------- | -------- | -------- | -------- | -------- | -------- | -------- | -------- | -------- | -------- | -------- | -------- |
| 2002年 | 2        | 2        | 5        | 139      | .014     | .029     | .065     | 0        | 0        | 0        | 6        | .000     | .000     | .000     |
| 2003年 | 13       | 12       | 21       | 302      | .043     | .083     | .152     | 4        | 3        | 4        | 33       | .121     | .212     | .333     |
| 2004年 | 3        | 10       | 6        | 142      | .021     | .092     | .134     | 1        | 0        | 2        | 8        | .125     | .125     | .375     |
| 2005年 | 2        | 2        | 3        | 85       | .024     | .047     | .082     | 0        | 0        | 2        | 15       | .000     | .000     | .133     |
| 2006年 | 0        | 0        | 0        | 43       | .000     | .000     | .000     | 1        | 2        | 2        | 32       | .031     | .094     | .156     |
| 2007年 | 0        | 0        | 2        | 18       | .000     | .000     | .111     | 2        | 0        | 1        | 30       | .067     | .067     | .100     |
| 2008年 | 1        | 1        | 1        | 31       | .032     | .065     | .097     | 6        | 2        | 0        | 32       | .188     | .250     | .250     |
| 2009年 | 0        | 0        | 0        | 10       | .000     | .000     | .000     | 0        | 0        | 5        | 42       | .000     | .000     | .119     |
| 2010年 | 0        | 1        | 0        | 16       | .000     | .063     | .063     | 0        | 1        | 4        | 41       | .000     | .024     | .122     |
| 2011年 | 0        | 0        | 0        | 8        | .000     | .000     | .000     | 2        | 1        | 2        | 39       | .051     | .077     | .128     |
| 2012年 | 0        | 0        | 0        | 6        | .000     | .000     | .000     | 5        | 0        | 5        | 60       | .083     | .083     | .167     |
| 2013年 | 0        | 0        | 0        | 8        | .000     | .000     | .000     | 2        | 2        | 1        | 60       | .033     | .067     | .083     |
| 2014年 | 0        | 0        | 0        | 2        | .000     | .000     | .000     | 4        | 0        | 2        | 42       | .095     | .095     | .143     |
| 2015年 | 0        | 0        | 0        | 3        | .000     | .000     | .000     | 1        | 2        | 1        | 44       | .023     | .068     | .091     |
| 2016年 | 0        | 0        | 0        | 3        | .000     | .000     | .000     | 2        | 0        | 1        | 27       | .074     | .074     | .111     |
| 2017年 | 0        | 0        | 0        | 4        | .000     | .000     | .000     | 1        | 0        | 3        | 37       | .027     | .027     | .108     |
| 2018年 | 0        | 0        | 0        | 7        | .000     | .000     | .000     | 0        | 1        | 0        | 27       | .000     | .037     | .037     |
| 2019年 | 0        | 0        | 0        | 4        | .000     | .000     | .000     | 3        | 5        | 2        | 33       | .091     | .242     | .303     |
| 2020年 | 0        | 0        | 0        | 5        | .000     | .000     | .000     | 0        | 3        | 3        | 36       | .000     | .083     | .167     |
| 2021年 | 0        | 1        | 0        | 9        | .000     | .111     | .111     | 4        | 5        | 5        | 57       | .070     | .158     | .246     |
| 2022年 | 0        | 0        | 1        | 7        | .000     | .000     | .143     | 9        | 2        | 2        | 45       | .200     | .244     | .289     |
| 2023年 | 0        | 0        | 0        | 13       | .000     | .000     | .000     | 5        | 0        | 5        | 62       | .081     | .081     | .161     |
| 中央   | 21       | 29       | 39       | 865      | .024     | .057     | .102     | 52       | 29       | 52       | 580      | .089     | .139     | .229     |
| 地方   | 0        | 1        | 0        | 10       | .000     | .100     | .100     |          |          |          |          |          |          |          |